# Tecoluta 2da. Sección
Tecoluta 2da. Sección är en ort i Mexiko.   Den ligger i kommunen Nacajuca och delstaten Tabasco, i den sydöstra delen av landet, 700 km öster om huvudstaden Mexico City. Tecoluta 2da. Sección ligger 5 meter över havet och antalet invånare är 1 689.
Terrängen runt Tecoluta 2da. Sección är mycket platt. Runt Tecoluta 2da. Sección är det tätbefolkat, med 356 invånare per kvadratkilometer. Närmaste större samhälle är Nacajuca, 8,3 km söder om Tecoluta 2da. Sección. Trakten runt Tecoluta 2da. Sección består till största delen av jordbruksmark.